# Attigny (tổng)
Tổng Attigny là một tổng ở tỉnh Ardennes trong vùng Grand Est.
Tổng này được tổ chức xung quanh Attigny ở quận Vouziers. Độ cao trung bình là 106 m.

## Hành chính
| Giai đoạn | Ủy viên        | Đảng | Tư cách |
| --------- | -------------- | ---- | ------- |
| 2008-2014 | Noël Bourgeois | UMP  |         |
| 2001-2008 | Noël Bourgeois | DVD  |         |

## Các đơn vị hành chính
Le canton d'Attigny gồm 13 xã với dân số 3 023 người (điều tra năm 1999, dân số không tính trùng)
| Xã                            | Dân số | Mã bưu chính | Mã insee |
| ----------------------------- | ------ | ------------ | -------- |
| Alland'Huy-et-Sausseuil       | 215    | 08130        | 08006    |
| Attigny                       | 1 200  | 08130        | 08025    |
| Charbogne                     | 206    | 08130        | 08103    |
| Chuffilly-Roche               | 91     | 08130        | 08123    |
| Coulommes-et-Marqueny         | 87     | 08130        | 08134    |
| Givry                         | 218    | 08130        | 08193    |
| Rilly-sur-Aisne               | 105    | 08130        | 08364    |
| Saint-Lambert-et-Mont-de-Jeux | 185    | 08130        | 08384    |
| Sainte-Vaubourg               | 92     | 08130        | 08398    |
| Saulces-Champenoises          | 196    | 08130        | 08401    |
| Semuy                         | 100    | 08130        | 08411    |
| Vaux-Champagne                | 90     | 08130        | 08462    |
| Voncq                         | 238    | 08400        | 08489    |

## Thông tin nhân khẩu
| 1962                                                     | 1968  | 1975  | 1982  | 1990  | 1999  |
| -------------------------------------------------------- | ----- | ----- | ----- | ----- | ----- |
| 3 569                                                    | 3 938 | 3 615 | 3 212 | 3 091 | 3 023 |
| Nombre retenu à partir de 1962 : dân số không tính trùng |       |       |       |       |       |